# GEICO 500
La GEICO 500 è una gara automobilistica di stock car appartenente alle NASCAR Cup Series che si tiene presso il Talladega Superspeedway di Lincoln, in Alabama negli Stati Uniti d'America.
La gara è una delle gare più tradizionali del circuito NASCAR, disputata in una pista nota per le altissime velocità che vi si possono raggiungere. Nello stesso circuito, oltre a questa gara che si tiene nel periodo primaverile, si ospita anche la YellaWood 500, che si corre in autunno.

## Storia
È direttamente la NASCAR ad aver voluto e creato questa gara attraverso l'altra controllata della famiglia France, la International Speedway Corporation (che controlla il circuito). Dopo la conclusione dei lavori di costruzione del circuito e la gara inaugurale del 13 settembre 1969, il giorno successivo le Cup Series corrono la prima gara sull'impianto di Talladega, che vede la vittoria di Richard Brickhouse. Tuttavia questo risultato non viene riconosciuto come il primo vincitore della GEICO 500, diretta discendente della "Alabama 500": quest'ultima è stata disputata per la prima volta il 12 aprile 1970 ed è stata vinta da Pete Hamilton.

## Albo d'oro
Fonti: Racing Reference; Jayski's Silly Season Site
| Anno | Data      | N° | Pilota              | Scuderia                    | Costruttore | Distanza | Distanza | Tempo   | Media   | Resoconto |
| Anno | Data      | N° | Pilota              | Scuderia                    | Costruttore | Giri     | Miglia   | Tempo   | Media   | Resoconto |
| ---- | --------- | -- | ------------------- | --------------------------- | ----------- | -------- | -------- | ------- | ------- | --------- |
| 1970 | 12 aprile | 40 | Pete Hamilton       | Petty Enterprises           | Plymouth    | 188      | 500      | 3:16:59 | 152.321 | Resoconto |
| 1971 | 16 maggio | 21 | Donnie Allison      | Wood Brothers Racing        | Mercury     | 188      | 500      | 3:23:32 | 147.419 | Resoconto |
| 1972 | 7 maggio  | 21 | David Pearson       | Wood Brothers Racing        | Mercury     | 188      | 500      | 3:43:15 | 134.400 | Resoconto |
| 1973 | 6 maggio  | 21 | David Pearson       | Wood Brothers Racing        | Mercury     | 188      | 500      | 3:47:23 | 131.956 | Resoconto |
| 1974 | 5 maggio  | 21 | David Pearson       | Wood Brothers Racing        | Mercury     | 170      | 452.2    | 3:28:09 | 130.22  | Resoconto |
| 1975 | 4 maggio  | 15 | Buddy Baker         | Bud Moore Engineering       | Ford        | 188      | 500      | 3:26:59 | 144.948 | Resoconto |
| 1976 | 2 maggio  | 15 | Buddy Baker         | Bud Moore Engineering       | Ford        | 188      | 500      | 2:56:37 | 169,887 | Resoconto |
| 1977 | 1 maggio  | 88 | Darrell Waltrip     | DiGard Motorsports          | Chevrolet   | 188      | 500      | 3:01:59 | 164.877 | Resoconto |
| 1978 | 14 maggio | 11 | Cale Yarborough     | Junior Johnson & Associates | Oldsmobile  | 188      | 500      | 3:07:53 | 155.699 | Resoconto |
| 1979 | 6 maggio  | 15 | Bobby Allison       | Bud Moore Engineering       | Ford        | 188      | 500      | 3:13:52 | 154.770 | Resoconto |
| 1980 | 4 maggio  | 28 | Buddy Baker         | Ranier-Lundy                | Oldsmobile  | 188      | 500      | 2:56:00 | 170.481 | Resoconto |
| 1981 | 3 maggio  | 28 | Bobby Allison       | Ranier-Lundy                | Buick       | 188      | 500      | 3:20:52 | 149.376 | Resoconto |
| 1982 | 2 maggio  | 11 | Darrell Waltrip     | Junior Johnson & Associates | Buick       | 188      | 500      | 3:11:19 | 156.597 | Resoconto |
| 1983 | 1 maggio  | 43 | Richard Petty       | Petty Enterprises           | Pontiac     | 188      | 500      | 3:14:55 | 153.936 | Resoconto |
| 1984 | 6 maggio  | 28 | Cale Yarborough     | Ranier-Lundy                | Chevrolet   | 188      | 500      | 2:53:27 | 172.988 | Resoconto |
| 1985 | 5 maggio  | 9  | Bill Elliott        | Melling Racing              | Ford        | 188      | 500      | 2:41:04 | 186.288 | Resoconto |
| 1986 | 4 maggio  | 22 | Bobby Allison       | Stavola Brothers Racing     | Buick       | 188      | 500      | 3:10:16 | 157.698 | Resoconto |
| 1987 | 3 maggio  | 28 | Davey Allison       | Ranier-Lundy                | Ford        | 178      | 473.4    | 3:04:12 | 154.228 | Resoconto |
| 1988 | 1 maggio  | 55 | Phil Parsons        | Leo Jackson Racing          | Oldsmobile  | 188      | 500      | 3:11:40 | 156.547 | Resoconto |
| 1989 | 7 maggio  | 28 | Davey Allison       | Robert Yates Racing         | Ford        | 188      | 500      | 3:12:30 | 155.869 | Resoconto |
| 1990 | 6 maggio  | 3  | Dale Earnhardt      | Richard Childress Racing    | Chevrolet   | 188      | 500      | 3:08:02 | 159.571 | Resoconto |
| 1991 | 6 maggio  | 33 | Harry Gant          | Leo Jackson Racing          | Oldsmobile  | 188      | 500      | 3:01:10 | 165.62  | Resoconto |
| 1992 | 3 maggio  | 28 | Davey Allison       | Robert Yates Racing         | Ford        | 188      | 500      | 2:59:01 | 167.609 | Resoconto |
| 1993 | 2 maggio  | 4  | Ernie Irvan         | Morgan-McClure Motorsports  | Chevrolet   | 188      | 500      | 3:13:04 | 155.412 | Resoconto |
| 1994 | 1 maggio  | 3  | Dale Earnhardt      | Richard Childress Racing    | Chevrolet   | 188      | 500      | 3:10:32 | 157.478 | Resoconto |
| 1995 | 30 aprile | 6  | Mark Martin         | Roush Racing                | Ford        | 188      | 500      | 2:47:43 | 178.902 | Resoconto |
| 1996 | 28 aprile | 4  | Sterling Marlin     | Morgan-McClure Motorsports  | Chevrolet   | 188      | 500      | 3:20:02 | 149.999 | Resoconto |
| 1997 | 10 maggio | 6  | Mark Martin         | Roush Racing                | Ford        | 188      | 500      | 2:39:18 | 188.354 | Resoconto |
| 1998 | 26 aprile | 18 | Bobby Labonte       | Joe Gibbs Racing            | Pontiac     | 188      | 500      | 3:30:40 | 144.428 | Resoconto |
| 1999 | 25 aprile | 3  | Dale Earnhardt      | Richard Childress Racing    | Chevrolet   | 188      | 500      | 3:03:38 | 163.395 | Resoconto |
| 2000 | 16 aprile | 24 | Jeff Gordon         | Hendrick Motorsports        | Chevrolet   | 188      | 500      | 3:06:11 | 161.157 | Resoconto |
| 2001 | 22 aprile | 55 | Bobby Hamilton      | Andy Petree Racing          | Chevrolet   | 188      | 500      | 2:43:04 | 184.003 | Resoconto |
| 2002 | 21 aprile | 8  | Dale Earnhardt Jr.  | Dale Earnhardt, Inc.        | Chevrolet   | 188      | 500      | 3:08:41 | 159.022 | Resoconto |
| 2003 | 6 aprile  | 8  | Dale Earnhardt Jr.  | Dale Earnhardt, Inc.        | Chevrolet   | 188      | 500      | 3:27:28 | 144.625 | Resoconto |
| 2004 | 25 aprile | 24 | Jeff Gordon         | Hendrick Motorsports        | Chevrolet   | 188      | 500      | 3:51:53 | 129.396 | Resoconto |
| 2005 | 1 maggio  | 24 | Jeff Gordon         | Hendrick Motorsports        | Chevrolet   | 194      | 500      | 3:30:46 | 146.904 | Resoconto |
| 2006 | 1 maggio  | 48 | Jimmie Johnson      | Hendrick Motorsports        | Chevrolet   | 188      | 500      | 3:29:59 | 142.891 | Resoconto |
| 2007 | 29 aprile | 24 | Jeff Gordon         | Hendrick Motorsports        | Chevrolet   | 192      | 510.7    | 3:18:46 | 154,167 | Resoconto |
| 2008 | 27 aprile | 18 | Kyle Busch          | Joe Gibbs Racing            | Toyota      | 188      | 500      | 3:10:37 | 157.409 | Resoconto |
| 2009 | 26 aprile | 09 | Brad Keselowski     | Phoenix Racing              | Chevrolet   | 188      | 500      | 3:23:20 | 147.565 | Resoconto |
| 2010 | 25 aprile | 29 | Kevin Harvick       | Richard Childress Racing    | Chevrolet   | 200      | 532      | 3:31:58 | 150.59  | Resoconto |
| 2011 | 17 aprile | 48 | Jimmie Johnson      | Hendrick Motorsports        | Chevrolet   | 188      | 500      | 3:12:01 | 156.261 | Resoconto |
| 2012 | 6 maggio  | 2  | Brad Keselowski     | Penske Racing               | Dodge       | 194      | 516.0    | 3:13:17 | 160.192 | Resoconto |
| 2013 | 5 maggio  | 34 | David Ragan         | Front Row Motorsports       | Ford        | 192      | 510.7    | 3:26:02 | 148.729 | Resoconto |
| 2014 | 4 maggio  | 11 | Denny Hamlin        | Joe Gibbs Racing            | Toyota      | 188      | 500      | 3:17:16 | 152.103 | Resoconto |
| 2015 | 3 maggio  | 88 | Dale Earnhardt Jr.  | Hendrick Motorsports        | Chevrolet   | 188      | 500      | 3:08:08 | 159.487 | Resoconto |
| 2016 | 1 maggio  | 2  | Brad Keselowski     | Penske Racing               | Ford        | 188      | 500      | 3:34:15 | 140.046 | Resoconto |
| 2017 | 7 maggio  | 17 | Ricky Stenhouse Jr. | Roush Fenway Racing         | Ford        | 191      | 508.0    | 3:29:16 | 145.669 | Resoconto |
| 2018 | 29 aprile | 22 | Joey Logano         | Team Penske                 | Ford        | 188      | 500      | 3:16:46 | 152.489 | Resoconto |
| 2019 | 28 aprile | 9  | Chase Elliott       | Hendrick Motorsports        | Chevrolet   | 188      | 500      | 3:05:59 | 161.331 | Resoconto |
| 2020 | 22 giugno | 12 | Ryan Blaney         | Team Penske                 | Ford        | 191      | 508.0    | 3:27:28 | 146.933 | Resoconto |
| 2021 | 25 aprile | 2  | Brad Keselowski     | Team Penske                 | Ford        | 191      | 508.0    | 3:26:30 | 147.62  | Resoconto |
| 2022 | 24 aprile | 1  | Ross Chastain       | Trackhouse Racing           | Chevrolet   | 188      | 500      | 3:21:52 | 148.637 | Resoconto |
| 2023 | 23 aprile | 8  | Kyle Busch          | Richard Childress Racing    | Chevrolet   | 196      | 521.3    | 3:33:25 | 146.575 | Resoconto |
| 2024 | 21 aprile | 45 | Tyler Reddick       | 23XI Racing                 | Toyota      | 188      | 500      | 3:13:29 | 155.977 | Resoconto |

### Piloti plurivincitori
| Vittorie | Pilota             | Edizioni               |
| -------- | ------------------ | ---------------------- |
| 4        | Jeff Gordon        | 2000, 2004, 2005, 2007 |
| 4        | Brad Keselowski    | 2009, 2012, 2016, 2021 |
| 3        | David Pearson      | 1972, 1973, 1974       |
| 3        | Buddy Baker        | 1975, 1976, 1980       |
| 3        | Bobby Allison      | 1979, 1981, 1986       |
| 3        | Davey Allison      | 1987, 1989, 1992       |
| 3        | Dale Earnhardt     | 1990, 1994, 1999       |
| 3        | Dale Earnhardt Jr. | 2002, 2003, 2015       |
| 2        | Darrell Waltrip    | 1977, 1982             |
| 2        | Cale Yarborough    | 1978, 1984             |
| 2        | Mark Martin        | 1995, 1997             |
| 2        | Jimmie Johnson     | 2006, 2011             |
| 2        | Kyle Busch         | 2008, 2023             |

### Teamplurivincitori
| Vittorie | Team                        | Edizioni                                       |
| -------- | --------------------------- | ---------------------------------------------- |
| 8        | Hendrick Motorsports        | 2000, 2004, 2005, 2006, 2007, 2011, 2015, 2019 |
| 5        | Team Penske                 | 2012, 2016, 2018, 2020, 2021                   |
| 5        | Richard Childress Racing    | 1990, 1994, 1999, 2010, 2023                   |
| 4        | Wood Brothers Racing        | 1971, 1972, 1973, 1974                         |
| 4        | Ranier-Lundy                | 1980, 1981, 1984, 1987                         |
| 3        | Bud Moore Engineering       | 1975, 1976, 1979                               |
| 3        | Joe Gibbs Racing            | 1998, 2008, 2014                               |
| 3        | RFK Racing                  | 1995, 1997, 2017                               |
| 2        | Petty Enterprises           | 1970, 1983                                     |
| 2        | Junior Johnson & Associates | 1978, 1982                                     |
| 2        | Leo Jackson Racing          | 1988, 1991                                     |
| 2        | Robert Yates Racing         | 1989, 1992                                     |
| 2        | Morgan-McClure Motorsports  | 1993, 1996                                     |
| 2        | Dale Earnhardt, Inc.        | 2002, 2003                                     |

### Costruttori vittorie
| Vittorie | Costruttori | Edizioni |
| -------- | ----------- | --- |
| 22       | Chevrolet   | 1977, 1984, 1990, 1993, 1994, 1996, 1999, 2000, 2001, 2002, 2003, 2004, 2005, 2006, 2007, 2009, 2010, 2011, 2015, 2019, 2022, 2023 |
| 15       | Ford        | 1975, 1976, 1979, 1985, 1987, 1989, 1992, 1995, 1997, 2013, 2016, 2017, 2018, 2020, 2021                                           |
| 4        | Mercury     | 1971, 1972, 1973, 1974 |
| 4        | Oldsmobile  | 1978, 1980, 1988, 1991 |
| 3        | Buick       | 1981, 1982, 1986 |
| 3        | Toyota      | 2008, 2014, 2024 |
| 2        | Pontiac     | 1983, 1998 |